# Nuncjatura Apostolska w Kanadzie
Nuncjatura Apostolska w Kanadzie – misja dyplomatyczna Stolicy Apostolskiej w Kanadzie. Siedziba nuncjusza apostolskiego mieści się w Ottawie.

## Historia
Za pontyfikatu Leona XIII, 3 sierpnia 1899, powstała Delegatura Apostolska w Kanadzie i Nowej Fundlandii.
W 1949 zmieniono nazwę na Delegatura Apostolska w Kanadzie.
16 października 1969 papież Paweł VI podniósł Delegaturę Apostolską w Kanadzie do rangi nuncjatury apostolskiej.

## Szefowie misji dyplomatycznej Stolicy Apostolskiej w Kanadzie

### Delegaci apostolscy w Kanadzie i Nowej Fundlandii
- abp Diomede Falconio OFM (1899 - 1902) Włoch
- abp Donato Sbarretti (1902 - 1910) Włoch
- abp Peregrin-François Stagni SM (1910 - 1918) Włoch; równocześnie do 1916 arcybiskup L’Aquila
- abp Pietro Di Maria (1918 - 1926) Włoch
- abp Andrea Cassulo (1927 - 1936) Włoch
- abp Ildebrando Antoniutti (1938 - 1949) Włoch

### Delegaci apostolscy w Kanadzie
- abp Ildebrando Antoniutti (1949 - 1953)
- abp Giovanni Panico (1953 - 1959) Włoch
- abp Sebastiano Baggio (1959 - 1964) Włoch
- abp Sergio Pignedoli (1964 - 1967) Włoch
- abp Emanuele Clarizio (1967 - 1969) Włoch

### Pronuncjusze apostolscy
- abp Emanuele Clarizio (1969 - 1970)
- abp Guido del Mestri (1970 - 1975) Włoch
- abp Angelo Palmas (1975 - 1990) Włoch
- abp Carlo Curis (1990 - 1994) Włoch

### Nuncjusze apostolscy
- abp Carlo Curis (1994 - 1999)
- abp Paolo Romeo (1999 - 2001) Włoch
- abp Luigi Ventura (2001 - 2009) Włoch
- abp Pedro López Quintana (2009 - 2013) Hiszpan
- abp Luigi Bonazzi (2013 - 2020) Włoch
- abp Ivan Jurkovič (od 2021) Słoweniec